# Annehem Fastigheter
Annehem Fastigheter AB är ett svenskt fastighetsföretag med säte i Solna, som förvaltar kommersiella. samhälls- och bostadsfastigheter i Sverige, främst i Stockholm, Göteborg och Skåne (Ängelholm, Ljungbyhed, Malmö och Helsingborg) samt i Helsingfors och Oslo.
Annehem Fastigheter bildades 1 januari 2020 av Peab som ett separat fastighetsbolag inom Peab. Det är sedan december 2020 noterat på Stockholmsbörsen.